# Vladímir Kuzin
Vladímir Kuzin   (Lampojnia, 15 de juliol de 1930 - Moscou, 5 d'octubre de 2007) fou un esquiador de fons rus que va competir sota bandera de la Unió Soviètica durant la dècada de 1950.
El 1956 va prendre part en els Jocs Olímpics d'Hivern de Cortina d'Ampezzo, on disputà tres proves del programa d'esquí de fons. Fent equip amb Fiódor Teréntiev, Pàvel Koltxin i Nikolai Anikin guanyà la medalla d'or en la prova del 4x10 quilòmetres, mentre en els 30 quilòmetres fou cinquè i en la dels 15 quilòmetres desè.
En el seu palmarès també destaquen tres medalles al Campionat del Món d'esquí nòrdic de 1954, dues d'or i una de plata, així com dos campionats nacionals.
Una vegada retirat va exercir d'entrenador.